# اکس‌سی‌اچ‌ام
اکس‌سی‌اچ‌ام (به انگلیسی: xCHM) یک رابط کاربری گرافیکی برای کتابخانه chmlib است. این برنامه برای خواندن فایل‌های chm مورد استفاده قرار می‌گیرد. اکس‌سی‌اچ‌ام بر روی طیف وسیعی از سیستم‌عامل‌های شبه یونیکس نظیر لینوکس و بی‌اس‌دی و همین‌طور سیستم‌عامل‌های مک اواس ده و مایکروسافت ویندوز قابل اجراست. باینری‌های از قبل کامپایل شده هم معمولاً برای سیستم‌عامل‌های مک اواس ده و مایکروسافت ویندوز قابل دانلود هستند و نیازی به کامپایل برنامه در این سیستم‌عامل‌ها نیست. این برنامه که تحت پروانه جی‌پی‌ال منتشر می‌شود، یک نرم‌افزار آزاد است.